# 11943 Davidhartley
11943 Davidhartley è un asteroide della fascia principale. Scoperto nel 1993, presenta un'orbita caratterizzata da un semiasse maggiore pari a 3,0170485 UA e da un'eccentricità di 0,0450224, inclinata di 8,94675° rispetto all'eclittica.